# Közönséges orbáncfű
A közönséges orbáncfű (Hypericum perforatum) – melyet lyukaslevelű orbáncfűnek vagy egyszerűen orbáncfűnek is neveznek – az orbáncfűfélék (Hypericaceae) családjába tartozó növényfaj, a Kárpát-medence gyakori őshonos növénye.
Antidepresszáns, közérzetjavító, enyhe nyugtató, valamint álmatlanság elleni hatásai miatt a középkorban hatékony „ördögűzőnek” tartották. Antidepresszáns hatása tudományos kísérletekkel is igazolt. Pszichés és fizikai-egészségi állapotra való jótékony hatásai miatt gyógyhatású készítményként, recept nélkül kapható gyógyszerként mára világszerte több millióan szedik. Levelét saláták, likőrök ízesítésére is használják. Korábban hívták úgy is, mint Szent János virága, vagy „Ashlasan Chalium-chille”

## Előfordulás, élőhely
Eurázsiai-mediterrán flóraelem. Észak- és Dél-Amerikában, Ausztráliában, Új-Zélandon és Dél-Afrikában adventív. Széles ökológiai tűrőképességgel rendelkezik.
Száraz gyepekben, parlagokon elterjedt növény.

## Alfajai
- Hypericum perforatum subsp. chinense N.Robson
- Hypericum perforatum subsp. perforatum
- Hypericum perforatum subsp. songaricum (Ledeb. ex Rchb.) N.Robson
- Hypericum perforatum subsp. veronense (Schrank) H.Lindb.

## Leírása
Magassága 30–90 cm. Fásodó szára van, rajta két átellenes hosszanti sáv fut végig, alakja hengeres, amin keresztben átellenesen álló, tojásdad-elliptikus, az illóolajtartó sejtek miatt áttetszően pontozott levelek találhatók.
Virágai öt, sárga, tojásdad sziromból áll, valamint nagyszámú porzóból. 
Citromillatú, sárga virágai nyáron, július, augusztus között bogernyőben nyílnak. A virágzás kezdete körülbelül egybeesik a nyári napfordulóval (június 21., Szent Iván napja), emiatt már a pogány kor is varázserőt tulajdonított e növénynek. Könnyen azonosítható, mert ha a virágszirmokat megtörjük, bíborvörös folyadék színezi be ujjainkat. Az érett toktermések narancssárga színűek, 6–10 mm hosszúak, tojás alakú, háromrekeszű, hólyagszerű mirigyekkel. Sok magja van, fekete, vagy sötétbarna színűek, 1 mm hosszúak, hengeresek, mindkét végüknél hegyesek, finoman érdesek.

## Használatának története
A középkorban ördögűzésre is használták.
Paracelsus (1493–1541) a közismert svájci kémikus, orvos úgy tartotta, hogy a „kézjegyek tana” elméletének az orbáncfű a legjobb bizonyítéka, ti., hogy Isten minden egyes növényen – annak orvosi alkalmazásáról – egy jelet helyezett el, mely gyógyászati alkalmazás minden növénynél kikutatható.

## Gyógyászati felhasználása
Drogja a virágos hajtás (Hyperici herba). Ennek szárrésze minél rövidebb, annál előnyösebb.
Hatóanyagai: hipericinszármazékok, flavonoidok, flavonglikozidok (hiperozid, rutin), biflavonoidok, cseranyagok, kevés illóolaj, fenolkarbonsavak, xantonok, floroglucin-származékok, naftodiantronok (hipericin).
Enyhe depresszió kezelésére a növény kivonata bizonyítottan hatásos. Többféle termék van forgalomban erre az indikációra. Olajos kivonatát nehezen gyógyuló égési sebekre, gyomor- és nyombél-fekély kezelésére használják. Teája védi a nyálkahártyát, keverékekben máj- és epebántalmakra használják.

Megfelelően adagolva belsőleg, főleg gyógyteaként (de akár tinktúra vagy tabletta formájában is) alkalmazva gyógyítja az alábbiakat:
- sebösszehúzó[8]
- sebgyógyító[7]
- visszérgyulladást gyógyító hatású[8]
- aranyeret gyógyító hatású[8]
- hasmenés ellen[6]
- idegi eredetű fáradtság ellen[7]
- depresszió (a modern antidepresszánsokkal szemben kevesebb mellékhatással rendelkezik)[6][7][9]
- szorongás[9]
- alvászavar[7]
- gyomorfekély[7]
- vesebántalmak[7]
- epebántalmak[7]
- idegi eredetű gyomor-, és bélpanaszok[7]
- immunerősítő[9]
- vírusölő[9]
- száj belső sérülései[7]

A népi gyógyászatban az orbáncfüvet (orbáncfű olajat) reumás fájdalmak enyhítésére és egyes bőrbetegségek kezelésére használják. Köszvény, furunkulózis és egyéb gennyesedések, felületi-külső vérzések esetén használták.

### Hatásmechanizmus[10]
Az orbáncfű-kivonat többféle növényi hatóanyagot tartalmaz, amelyek antidepresszáns hatását vizsgálták és állatkísérletek során modellezték és igazolták. A kivonatban található hipericin gátolja, modulálja a szerotonin, noradrenalin és a dopamin preszinaptikus neuronokba való újrafelvételét.
A hatásmechanizmus háttere nem teljesen tisztázott. A teljes kivonatok mind monoaminoxidáz (MAO), mind COMT gátlását okozzák, ami a dopamin noradrenalinná való átalakulását katalizálja. A Catechol O-methyltransferase (COMT) egy enzim, amelynek diszregulációja (a neurotranszmitterekkel együtt) szerepet játszik bizonyos központi idegrendszeri betegségek például depresszió, Parkinson-kór, skizofrénia kialakulásában.
A hipericin egyértelműen kisebb MAO gátló hatással rendelkezik a teljes kivonatnál. A COMT gátlást a flavonoid alkotórészeknek tulajdonítják. 
Az előidézett noradrenalinszint-emelkedés fokozza az étvágyat, az éberséget és az aktivitást. 
Ezen kívül fokozza a dopaminantagonista apomorfin hatását. Több állatmodelles kísérletben az aktivitás, kíváncsiságmegtartás, a célzott motilitás és stresszrezisztencia szignifikáns növekedését figyelték meg.
Sejtszintű vizsgálatok eredményei a központi idegrendszeri béta adrenerg receptorok "down-regulációjára" utalnak.
Az orbáncfű virágában található biflavonok analóg struktúrájukban hasonló a tiszafafélékből nyert biflavonokhoz ez a nyugtató hatás és az orbáncfűolajban található 2-metil-3butén-2-olra vezethető vissza, melyet a komló keserűsavainakk szedáló anyagcseretermékeként vitatnak.
Ezeken a hatásokon kívül azt is megfigyelték, miszerint az orbáncfű-kivonat harmonizáló hatással van a depressziósoknál megzavart alvás cirkadián ritmusra. Az orbáncfű-kivonat fokozza a bőr fényhasznosítását, ezzel elősegíti a melatonin lebontását fény hatására, ezáltal pedig növeli az éberséget és a reakcióképességet. Ezzel szemben serkenti a tobozmirigy éjszakai melatonin-termelését és eképp elősegíti a pihentető alvást.[forrás?]
Az orbáncfűben található hatóanyagok más hatóanyagok hatását is befolyásolhatják. Ebben valószínűleg a Citokróm P450 rendszerre kifejtett hatása játssza a fő szerepet.

### Homeopátiás felhasználása
A Hypericum nevű szert alkalmazzák az érzőideggel dúsan ellátott testrészek sérülése esetén, amikor a sérülést nyilalló, hasító fájdalom jellemzi, továbbá az operációk utáni fájdalmak csökkentésére.
ATC-kódja: N06AX25.

## Figyelmeztetés
A festékanyag hipericintartalma miatt fényérzékennyé teszi a bőrt, nagy mennyiségben viszketést és bőrgyulladást okozhat.
Orbáncfű fogyasztásának idején a napfénytől tartózkodni kell, mert hólyagos kiütéseket okoz. Meghatározott gyógyszerekkel és bizonyos élelmiszerekkel együtt nem fogyasztható. Kizárólag csak orvosi felügyelet mellett alkalmazható.
Mint a legtöbb gyógynövény, a különböző helyekről és időpontokban begyűjtött növények és készítményeik változatos mennyiségben tartalmazhatják hatóanyagaikat. A hatóanyagok befolyásolhatják más gyógyszerek és terápiás készítmények hatását, sok példa között bizonyos fogamzásgátló tabletták hatásfokát, vagy véralvadás gátló készítményekét.(Mayo Clinic leírása az Orbáncfűről (St. John's wort))